# Ägyptische Mau
Die Ägyptische Mau ist eine natürliche Rasse, die erstmals in historischen Wandmalereien in Ägypten dargestellt wird. Körper und Gesicht haben eine gemäßigte Form, das Fell besitzt ein Tupfenmuster. Die ursprüngliche Farbe ist bräunlich.
Die Mau hat große, mandelförmige Augen. Mit einer Höchstgeschwindigkeit von etwa 50 km/h ist sie die schnellste unter den Hauskatzen.

## Entstehung
Die Exilrussin Nathalie Troubetzkoj war von der Tupfenzeichnung der Katzen in Kairo so begeistert, dass sie zwei Katzen nach Italien holte und dort mit einem Kater verpaarte, den sie vom syrischen Botschafter bekam. 1956 ging sie nach Amerika und registrierte 1958 ihre inzwischen aufgebaute Zucht unter dem Namen Fatima.
Die 1977 von der Cat Fanciers’ Association anerkannte Rasse wird in Europa seit 1988 gezüchtet. Ein holländischer und ein Schweizer Züchter holten zu diesem Zeitpunkt die ersten Egyptian Mau aus Amerika. Heute gibt es europaweit nur sehr wenige Züchter der Egyptian Mau.

## Kurzinfo
- Ursprungsort: Ägypten
- Entstehungszeit als Rasse: 1950er-Jahre
- Gewicht: 2,5 bis 4,5 kg
- Wesen: Freundlich, menschenbezogen, verspielt und intelligent
- Anerkannte Farbschläge: black-silver-tabby-spotted, black-tabby-spotted (bronze getupft), black-smoke
- Nicht allgemein anerkannte Farben:	blue-silver-tabby-spotted und black sind nur zur Zucht, nicht aber zur Ausstellung zugelassen

## Körperliche Merkmale
- Augen: Groß, mandelförmig, stachelbeergrün, bei Jungen bernsteinfarben
- Fell: Fein, seidig, dicht anliegend
- Kopf: Mittelgroß, gerundete Keilform
- Körper: Gut bemuskelt, hochbeinig und schlank, weder gedrungen noch dünn
- Ohren: Mittelgroß bis groß, breit am Ansatz, die Kopfform verlängernd und mäßig spitz zulaufend
- Schwanz: Mittellang, leicht gerundete schwarze Schwanzspitze
- Stirn: M-förmige Zeichnung von Auge zu Auge